# Fritz Huth (Hornist)
Fritz Huth (* 25. Juni 1908; † 16. Juni 1980 in Würzburg) war ein deutscher Hornist und Horn-Lehrer. Huth war als Solist im In- und Ausland bekannt. 35 Jahre lang spielte er 1. Horn und Wagner-Tuba bei den Bayreuther Festspielen. 1969 verlieh ihm die Stadt Würzburg die goldene Mozart-Festspiel-Medaille. 

## Leben
Huth war zunächst Solohornist der Staatskapelle Dresden. Von 1949 bis 1958 spielte er in gleicher Position an der Hamburgischen Staatsoper und war daneben für 35 Jahre Mitglied im Orchester der Bayreuther Festspiele. Huth hat an zehn bedeutenden Solowettbewerben teilgenommen und alle gewonnen.
Nach seinem Studium an der Staatlichen Hochschule für Musik in Berlin bei Paul Rembt ging er für ein Jahr als Volontär an die Staatsoper Unter den Linden, Berlin. Es folgte sein erstes Engagement als 1. Hornist am Mecklenburgischen Staatstheater Schwerin. Mit 20 Jahren wurde er 1. Hornist an der Sächsischen Staatsoper Dresden. Von 1934 bis 1948 war er als Lehrer für Horn am Bayerischen Staatskonservatorium der Musik in Würzburg tätig. 1949 wurde er 1. Hornist des Hamburgischen Philharmonischen Staatsorchesters und gleichzeitig Professor für Horn an der Musikakademie in Detmold. Ab 1954 lehrte er an der Hochschule für Musik in Hamburg und von 1957 bis 1970 wieder am Staatskonservatorium in Würzburg. Zu seinen Schülern gehören unter anderem Hermann Baumann, Wilfried Krüger, Hans Pizka, Rolf-Jürgen Eisermann, Peter Hoefs und Herbert Höhn.
Huths Schule für Horn ist weltweit Grundlage der Ausbildung von Hornisten.
Als Studiendirektor trat er 1970 zwar in den Ruhestand, übernahm aber eine Meisterklasse an der Hochschule für Musik in München (aus "Fritz-Huth-Schule für Horn").

## Veröffentlichungen
- Schule für Horn, ISMN M-2211-078-8
- Tonleiterstudien